# Habenaria longicauda
Habenaria longicauda là một loài thực vật có hoa trong họ Lan. Loài này được Hook. mô tả khoa học đầu tiên năm 1830.

## Hình ảnh

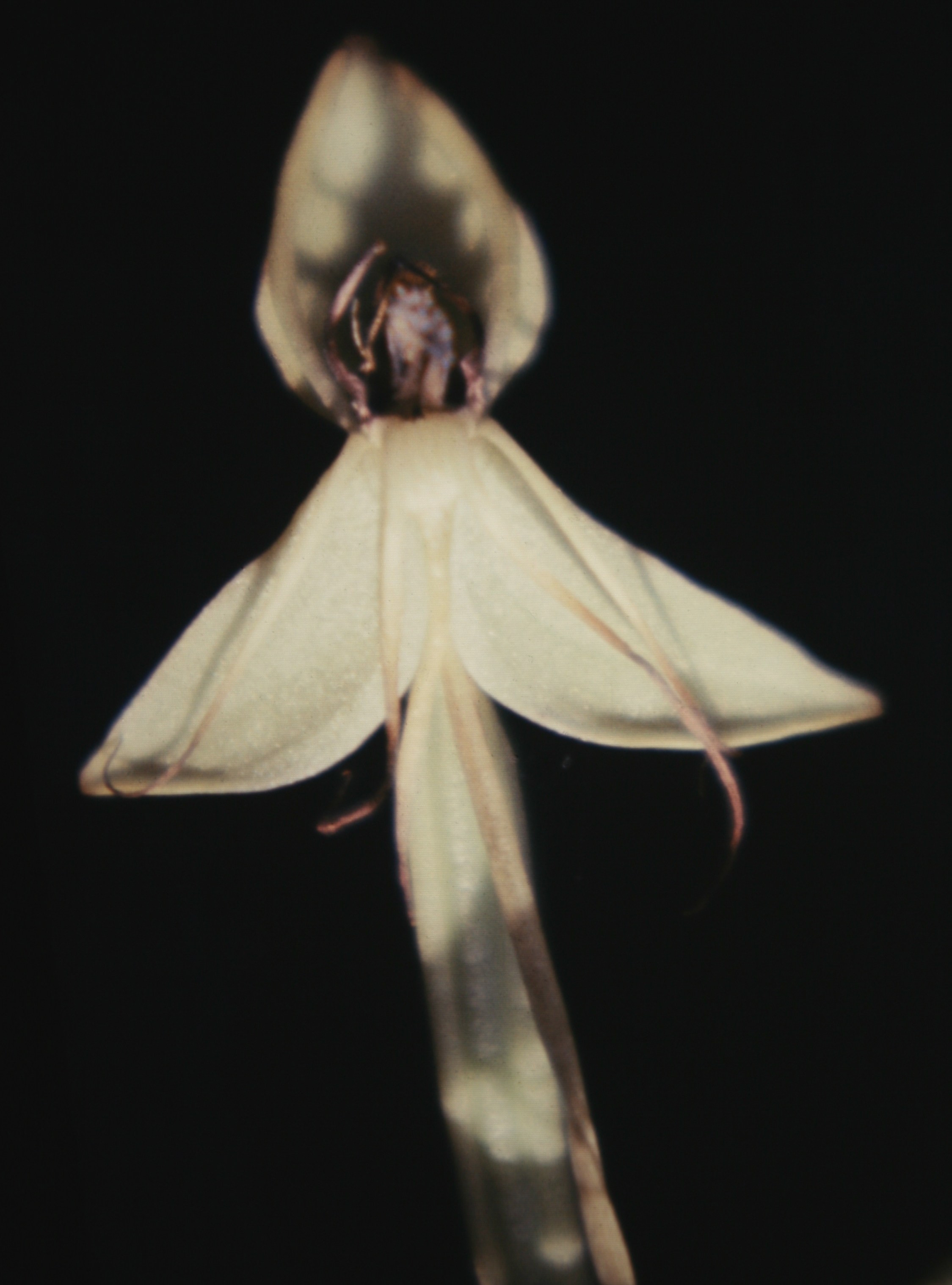
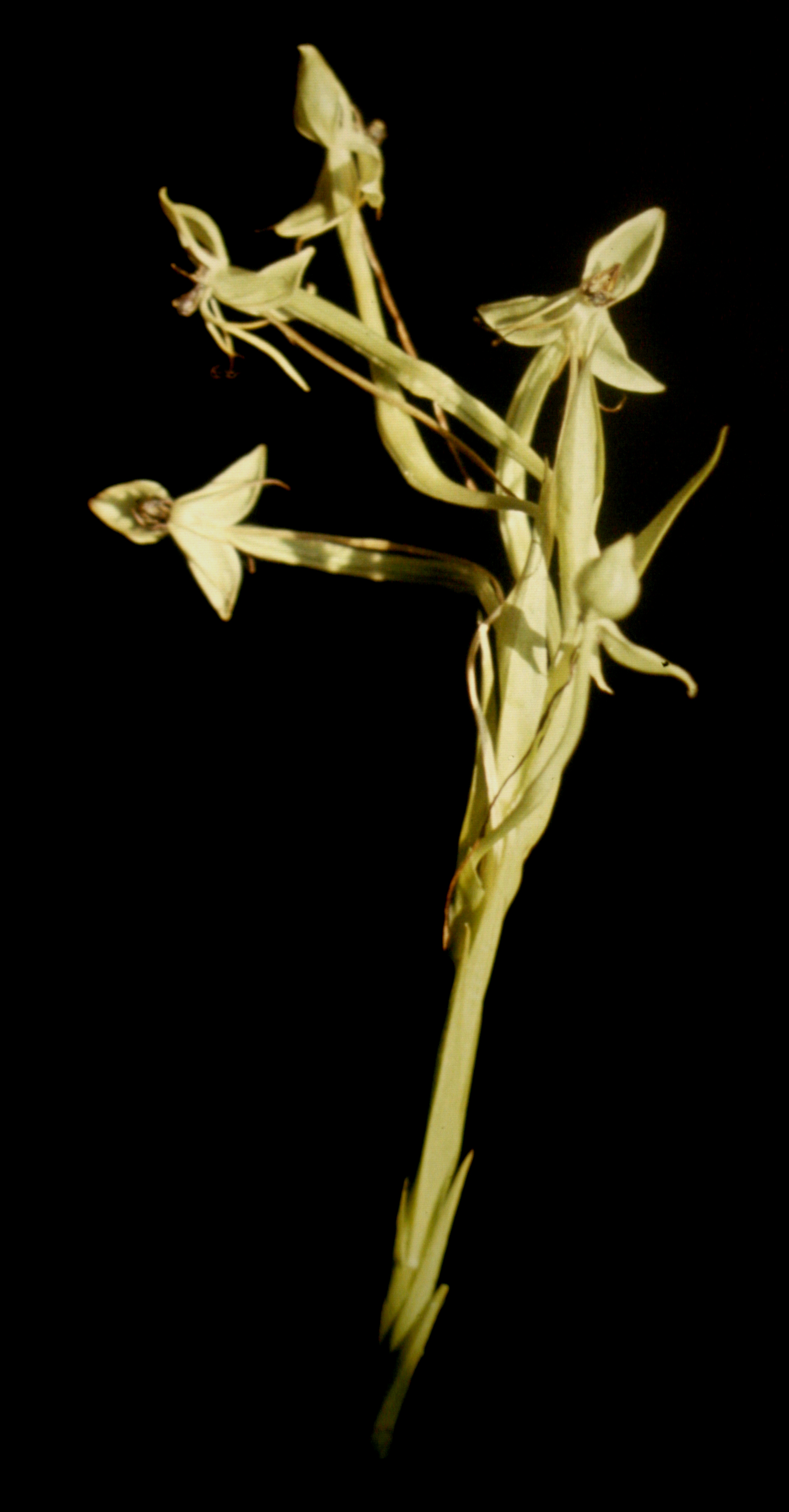